# Homoeocera sandion
Homoeocera sandion är en fjärilsart som beskrevs av Druce 1910. Homoeocera sandion ingår i släktet Homoeocera och familjen björnspinnare. Inga underarter finns listade i Catalogue of Life.